# Josef Schreiner (Skilangläufer)
Josef Schreiner war ein deutscher Skilangläufer in den 1930er Jahren.

## Werdegang
Schreiner, der für den WSV Aschau und später den SC Ruhpolding und SLV Bernau startete, erreichte seine ersten Erfolge zu Beginn der 1930er Jahre. So gewann er bei den Bayrischen Meisterschaften 1933 Gold im Einzel. Ein Jahr später gewann Schreiner in der 4-mal-10-Kilometer-Staffel bei den Nordischen Skiweltmeisterschaften 1934 in Sollefteå zusammen mit Herbert Leupold, Willy Bogner senior und Walter Motz die Silbermedaille hinter der Mannschaft aus Finnland. Zuvor hatte er sich bei den Deutschen Meisterschaften bereits zwei Silbermedaillen gesichert.
Bei den Deutschen Meisterschaften 1937 gewann er gemeinsam mit den Gebrüdern Hans und Adam Speckbacher sowie Toni Zeller die Deutsche Meisterschaft über 4 × 10 km.